# Michael Beinhorn
Michael Beinhorn (Austin, 27 aprile 1956) è un tastierista e produttore discografico statunitense.

## Biografia
Iniziò la sua carriera professionale come tastierista dei Material, guidati da Bill Laswell negli anni ottanta. In seguito lavorò con Herbie Hancock, producendo l'album Future Shock. Da qui fu estratto il singolo hip hop Rockit, che debuttò al primo posto di Billboard.
Noto per la predilezione per le basse frequenze alla produzione, Beinhorn ha contribuito allo sviluppo del formato di registrazione Ultra Analog. Questo procedimento si basa su un nastro magnetico lungo circa 15 cm, che scorre ad una velocità 21.5 cm al secondo. Da allora ha prodotto lavori di molti altri gruppi e musicisti, tra cui Red Hot Chili Peppers, Soundgarden, Hole, Korn, Marilyn Manson, Soul Asylum, The Verve Pipe, Raging Slab, Ozzy Osbourne, Mew, Social Distortion e The Golden Palominos.
Nel 1998 ha ricevuto una nomination ai Grammy come "Produttore dell'anno" per gli album "Celebrity Skin" delle Hole e "Mechanical Animals" di Marilyn Manson.
Nel 2006 ha prodotto Shot to Hell dei Black Label Society, per la Roadrunner Records. Nel 2008 è tornato a lavorare con Courtney Love per l'album "Nobody's Daughter" che verrà pubblicato nel 2010 con il nome Hole, anche se in realtà è il secondo album solista della Love. Poco dopo ha aperto il blog How To Save Popular Music.
Nel 2015 ha pubblicato il suo primo libro intitolato "Unlocking Creativity" che spiega la sua esperienza nel processo creativo come produttore discografico.

## Produzione discografica
- 1983: Future Shock - Herbie Hancock
- 1987: The Uplift Mofo Party Plan - Red Hot Chili Peppers
- 1989: Mother's Milk - Red Hot Chili Peppers
- 1992: Grave Dancers Union - Soul Asylum
- 1992: Soul Martini - Cavedogs
- 1994: Superunknown - Soundgarden
- 1994: "Blind Man" and "Walk on Water" - Aerosmith
- 1995: Ozzmosis - Ozzy Osbourne
- 1996: White Light, White Heat, White Trash - Social Distortion
- 1998: Celebrity Skin - Hole
- 1998: Mechanical Animals - Marilyn Manson
- 1999: The Verve Pipe - The Verve Pipe
- 2002: Untouchables - Korn
- 2003: Natural Selection - Fuel
- 2003: Greatest Hits - Red Hot Chili Peppers
- 2004: Lest We Forget: The Best Of - Marilyn Manson
- 2005: Permanent Record: The Very Best of Violent Femmes - Violent Femmes
- 2005: The Best of Fuel - Fuel
- 2005: And the Glass Handed Kites - Mew
- 2006: A Public Display of Affection - The Blizzards
- 2006: The Bronx - The Bronx
- 2007: Everything Last Winter - Fields
- 2008: The Sucker Punch Show - Lovedrug
- 2008: Domino Effect - The Blizzards
- 2010: Nobody's Daughter - Hole
- 2014: You Know My Name / Wedding Day - Courtney Love
- 2015: + - - Mew